# SH-5 (航空機)
SH-5
水轟五型（SH-5）
中国空軍航空博物館の展示機
- 用途：多用途飛行艇
- 分類：飛行艇
- 製造者：ハルビン飛機工業集団
- 運用者： 中華人民共和国（中国人民解放軍海軍）
- 初飛行：1976年4月3日
- 生産数：7機
- 生産開始：1984年
- 運用開始：1986年
- 運用状況：4機現役（2010年現在）

SH-5（水轟五型、Shui Hong - 5）は、中華人民共和国のハルビン飛機工業集団が対潜哨戒機として開発した飛行艇である。

## 概要
中国人民解放軍海軍にて運用されている、ターボプロップエンジン4発の大型飛行艇で、海外ではPS-5とも呼称される。尚、番号は同じであるがIl-28から派生したH-5(轟炸五型)双発ジェット中型爆撃機の派生型ではなく、コンポーネントの共通箇所はない。
「水轟」とは「水上轟炸機(簡体字では 水上轰炸机)」の略号であるが、必ずしも対地/対艦攻撃のみを目的とした機体ではなく、対潜哨戒・攻撃・救難・輸送など多目的に使用される。

## 開発・運用
1960年代末から1970年代前半にかけて開発が開始され、1973年の末に原型機が完成し、1976年4月3日に初飛行した。1984年から生産が開始され、1986年には実戦部隊への配備が開始された。
生産は少数で打ち切られ、試作機も含め7機程度の生産に留まったと見られる。現有数は5機とする資料もある。少なくとも4機が北海艦隊に配備されている他、1機が北京郊外にある中国空軍航空博物館にて展示されている。

## 構造

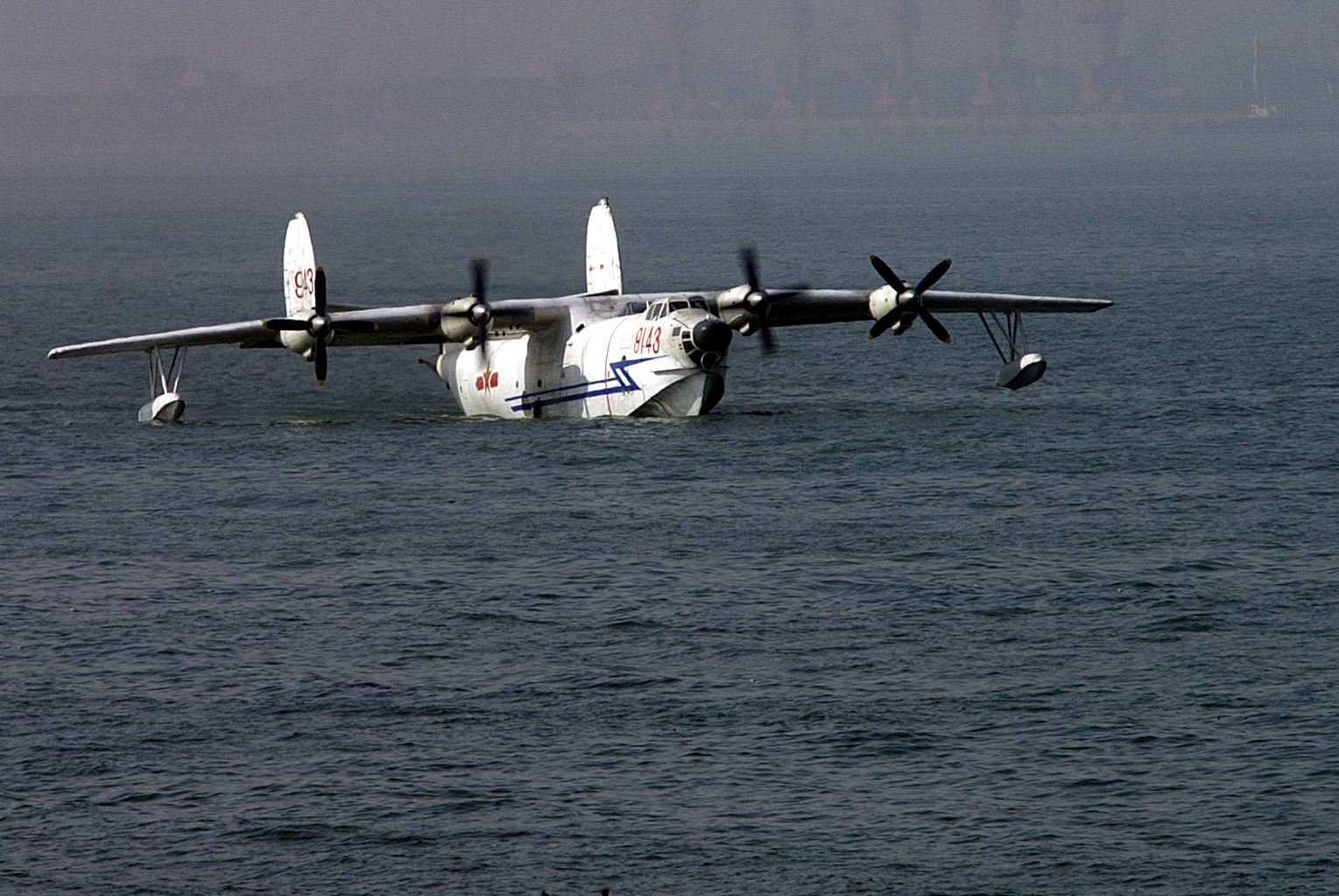
水上を滑走するSH-5

飛行艇体に高翼配置の主翼を持ち、主翼端に補助フロートを持つ標準的な形態の大型飛行艇である。
やや高さのある細身の艇体は日本のUS-1・PS-1飛行艇を参考にしたと考えられ、PS-1同様の消波装置を胴体前部に持つ。機首廻りのデザインはソ連のBe-12に類似している。
主翼は補助フロートを持つ他はエンジンやエンジンナセルも含めて運輸八型輸送機に酷似しており、設計をほぼそのまま流用していると見られる。尾翼は高めの上反角がついた水平尾翼に双垂直尾翼を持つ、Be-12や中国にも配備されたBe-6と類似した形状となっている。収納式の車輪は持つものの、これは水上から陸上へ揚陸する際と、陸上で機体を移動させるためのビーチングギアで、陸上を滑走しての離陸や着陸には使用できない。そのため、飛行には水上を滑走する離着水のみが可能である。
この他、対潜装備としてはBe-12同様MADブームを尾部に設置しており、胴体後部にはソノブイの収容庫がある他、救命ボートの収容庫を備えている。乗員5名、対潜機器要員3名の他に、3～4名の搭乗が可能で、3名分の同乗者用座席を持つ。この他、収容数は不明だが担架を搭載することや、ある程度の容積までの貨物を搭載することも可能とされる。
主翼下、片側2箇所には外部兵装の搭載部（ハードポイント）があり、対潜短魚雷、機雷、爆弾などを搭載可能である。主翼後方の機体上部には、23-I型 23mm連装機関砲を備えた小型砲塔が搭載されている。
SH-5が確認された当初には翼下に鷹撃1型（YJ-1/輸出名称 C-101）と呼称される対艦ミサイルを搭載してテストを行なっているのが確認されているが、鷹撃1型は開発が断念された模様で、実戦配備されたSH-5が鷹撃1型以外の対艦ミサイルを搭載している例も確認されていない。

## 派生型
SH-5
生産型。
SH-5A
ELINT機に改造されたとされる機体に西側の情報筋が付けた名称。
SH-5B
消防機に改造されたとされる機体に西側の情報筋が付けた名称。

## 要目
- 全長：38.9m
- 全幅：36.0m
- 全高：9.8m
- 自重：26.5t

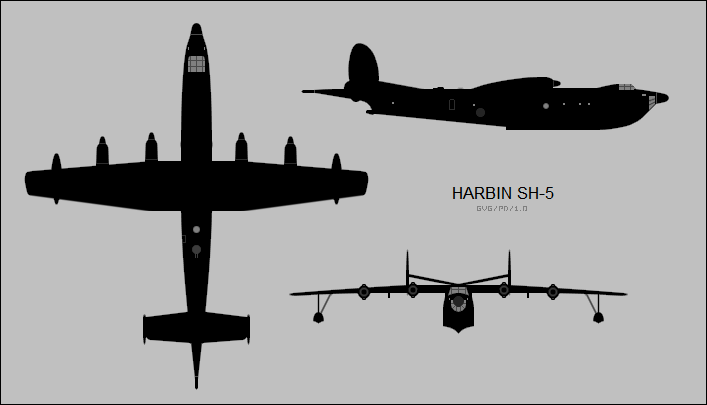
SH-5 三面図

- 機関：哈爾浜 渦槳5甲C ターボプロップエンジン（3,150軸馬力）4基
- 乗員：8名
- 最大速度：556km/h
- 武装：23-I 23mm連装機関砲 1基
魚雷・機雷、爆弾等最大 6 t

## 事件・事故
2013年5月30日、青島市付近の海域で訓練飛行中の同機が墜落したと報じられた。